# Eugeniusz Delekta
Eugeniusz Delekta (ur. 8 września 1946 roku w Maziarni) - studiował w krakowskiej Akademii Sztuk Pięknych w latach 1966-1972, dyplom z wyróżnieniem uzyskał na Wydziale Grafiki w Katowicach. W latach 1972–1974 był asystentem na macierzystej uczelni. Od 1973 r. pracuje w Uniwersytecie Śląskim w Katowicach Filii w Cieszynie. W 1997 r. uzyskał tytuł naukowy profesora sztuk plastycznych, a następnie w 2000 r. stanowisko profesora zwyczajnego. Kieruje Katedrą Grafiki w Instytucie Sztuki na cieszyńskim Wydziale Artystycznym Uniwersytetu Śląskiego w Katowicach. W latach 1996–2002 był dyrektorem Instytutu Sztuki, od 2002 r. jest dziekanem Wydziału Artystycznego.
W pracy artystycznej zajmuje się grafiką, rysunkiem i malarstwem. Jest autorem ponad 60 wystaw indywidualnych, swoją twórczość prezentował m.in. w Katowicach, Opolu, Sosnowcu, Legnicy, Lublinie, Wałbrzychu, Cieszynie, Białymstoku, Pile, Wrocławiu, Łodzi, Warszawie, Rzeszowie, Nowym Sączu, Kielcach, Kłodzku, Lublinie, Tarnowie, Bielsku-Białej, Szczecinie, Sandomierzu, Zamościu, Żywcu, Pszczynie, Wadowicach, Świnoujściu, Bytomiu, Piotrkowie Trybunalskim, Częstochowie, Gliwicach, Tychach, Chorzowie, Krakowie oraz w Genk (Belgia), Piesztanach, Bratysławie i Ostrawie.
Brał udział w ponad 250 wystawach zbiorowych, w tym ponad 40 wystawach sztuki polskiej za granicą, m.in. w Sofii, Wiedniu, Miszkolcu, Turku, Moskwie, Halle, Warnie, Berlinie, Budapeszcie, Pradze, Ostrawie, Raumie, Londynie, Helsinkach, Sztokholmie, Genk, Wolfsburgu, Żylinie, Opawie. Ponadto swe prace prezentował na 41 wystawach międzynarodowych grafiki, m.in. w Montrealu, Krakowie, Sopocie, Turku, Poznaniu, Gdańsku, Linzu, Baden-Baden, Ibizie, Oxfordzie, Budapeszcie, Londynie, Katowicach, Lublinie Majdanku, Menton, Toronto, Paryżu, Barcelonie, Ville-Marie, Geronie, Łodzi, Cluj, Częstochowie, Opawie. Został wyróżniony ponad 40 nagrodami na konkursach i wystawach krajowych i międzynarodowych. Grafiki i obrazy prof. Eugeniusza Delekty znajdują się w zbiorach w kraju i za granicą, m.in. w USA, Kanadzie, Finlandii, Belgii, Francji, Niemczech.
Odznaczony Krzyżem Kawalerskim Orderu Odrodzenia Polski (2004). Mieszka w Bielsku-Białej.